# Historic Dead
Historic Dead — концертный альбом группы Grateful Dead, издан в 1971 году.

## Об альбоме
Historic Dead записан в Сан-Франциско, во время концертов в Avalon Ballroom в конце 1966 года, и выпущен в июне 1971 года. Выходил на долгоиграющих пластинках. Издавался на лейбле Sunflower Records, а распространялся MGM Records. Студия Sunflower в своё время приобрела права на ряд концертных записей, сделанных в Avalon Ballroom, в том числе записей Grateful Dead.. Таким образом запись легальна, хотя группа не принимала никакого участия в выпуске альбома. Альбом достиг 154 позиции в рейтинге Billboard 200. Повторно в продажу не выходил, также не был переиздан на CD.
Этому альбому предшествовал Vintage Dead, ещё один альбом, изданный студией Sunflower на основе записей, сделанных в 1966 во время концертов в Avalon Ballroom.

## Список композиций
Сторона 1
1. «Good Morning Little Schoolgirl (Сонни Бой Уильямсон)» — 11:01
2. «Lindy» (Джэб Джонс и Уилл Шейд) — 2:49

Сторона 2
1. «Stealin'» (Гас Кэннон и Уилл Шейд) — 3:00
2. «The Same Thing» (Вилли Диксон) — 12:01

## Участники записи
Grateful Dead
- Джерри Гарсия — гитара, вокал
- Билл Кройцман — ударные
- Фил Леш — бас-гитара, вокал
- Рон МакКернан — клавишные, вокал, губная гармошка
- Боб Вейр — гитара, вокал

Технический персонал
- Роберт Кохен — продюсер и звукорежиссёр
- Ричард Делви — редактирование и сведение
- Роберт Хиксон  — дизайн альбома